# Пояцика Денис Юрійович
Денис Юрійович Пояцика (нар. 29 квітня 1985, Кременчук) — український боксер-любитель, чемпіон Європи 2006 року, призер чемпіонатів Європи 2010 та 2013 років, Заслужений майстер спорту України.
Входив до складу боксерського клубу «Українські отамани», що брав участь у змаганнях під егідою WSB.

## Кар'єра
Денис Пояцика почав боксувати в 1995 році. У 2004 році виступав в середній ваговій категорії, потім перейшов в напівважку вагу, але не міг досягти першості в Україні.
2006 року він перейшов у важку вагову категорію і виграв першість України. Це дало йому можливість взяти участь у чемпіонаті Європи в Пловдиві. Тут він несподівано для всіх, побивши фаворитів, виграв весь турнір.
- В 1/16 фіналу переміг Йосефа Абдельгані (Ізраїль) — RSCO 3
- В 1/8 фіналу переміг Віталіюса Субачюса (Литва) — 45-19
- У чвертьфіналі переміг Йожефа Дармоса (Угорщина) — KO 1
- У півфіналі переміг Ельчина Алізаде (Азербайджан) — AB 4
- У фіналі переміг Романа Романчука (Росія) — RSCH 3

Пізніше вже не вдалося повторити цей тріумф. Після поразки у другому бою від Ельчина Алізаде на чемпіонаті світу у Чикаго 2007 року він не потрапив на Олімпійські ігри.
На чемпіонаті Європи 2008 після двох перемог програв у чвертьфіналі Цолаку Ананікяну (Вірменія) — 7-8.
2010 року на чемпіонаті Європи завоював бронзову медаль.
- В 1/8 фіналу переміг Рашада Абдулаєва (Азербайджан) — RSC 2
- У чвертьфіналі переміг Віталіюса Субачюса (Литва) — 9-1
- У півфіналі програв Єгору Мехонцеву (Росія) — 2-8

2013 року у Мінську Денис завоював другу бронзову медаль чемпіонатів Європи.
- В 1/8 фіналу переміг Владіміра Челеса (Молдова) — 3-0
- У чвертьфіналі переміг Левана Гуледані (Грузія) — TKO 3
- У півфіналі програв представнику Азербайджану Теймуру Маммадову з рахунком 0-3 (27:29, 27:29 та 27:29).[2]

### Регіональні досягнення
- 2006 —  Чемпіон України у важкій вазі (до 91 кг)
- 2008 —  Чемпіон України у важкій вазі (до 91 кг)
- 2012 —  Чемпіон України у важкій вазі (до 91 кг)
- 2015 —  Чемпіон України у важкій вазі (до 91 кг)
- 2009 —  Срібний призер Чемпіонату України у важкій вазі (до 91 кг)
- 2010 —  Срібний призер Чемпіонату України у важкій вазі (до 91 кг)
- 2011 —  Срібний призер Чемпіонату України у надважкій вазі (понад 91 кг)
- 2014 —  Срібний призер Чемпіонату України у важкій вазі (до 91 кг)
- 2005 —  Бронзовий призер Чемпіонату України у середній вазі (до 75 кг)